# Prognozowanie
Prognozowanie (późnołac. prognosis, od starogr. πρόγνωσις, nowogr. πρόγνωση prōgnosis, od πρoγιγνώσκειν progignōskein, „wiedzieć wcześniej”, od pro- „wcześniej, przed” i gignōskein, „dowiedzieć się”) lub predykcja (łac. prædictus, im. od prædicere, „przepowiadać”, od præ-, „przed, wcześniej, pra-” i dicere, „mówić”) – naukowy sposób wnioskowania służący przewidzeniu tego, w jaki sposób będą kształtowały się w przyszłości procesy lub zdarzenia. W trakcie procesu prognozowania formułuje się sąd na temat przyszłych stanów zjawisk i zdarzeń nazywany prognozą.
Na kształtowanie się procesów lub zjawisk mają wpływ różne czynniki, które można podzielić na:
- czynniki zewnętrzne (egzogeniczne), na które nie ma się wpływu, a które należy uwzględnić w trakcie prognozowania jako pewne zewnętrzne ograniczenia przebiegu zjawisk i procesów gospodarczych,
- czynniki wewnętrzne (endogeniczne), które mogą być kształtowane przez decydentów.

Prognozowanie wykorzystuje informację dotyczącą tych czynników i ich wpływu na badane zjawisko. W prognozowaniu bada się relacje między tymi czynnikami a badanym zjawiskiem oraz kształtowanie się ich w przeszłości do wnioskowania o przyszłości. Do prognozowania stosuje się nauki statystyczne i matematyczne.

## Proces prognozowania
Proces prognozowania jest postępowaniem wieloetapowym, dzielącym się na:
- etap definiowania problemu prognostycznego (określenie zjawiska, celu i okresu prognozy)
- etap zebrania danych i ich analiza (znalezienie czynników mających wpływ na prognozę)
- etap wyboru metody i budowy modelu prognostycznego
- etap postawienia prognozy
- etap oceny jakości prognozy

## Kryteria klasyfikacji

### Okres
Z uwagi na okres, który obejmuje, prognozowanie dzieli się na:
- krótkoterminowe, obejmujące okres do 12 miesięcy,
- średnioterminowe, obejmujące okres od 1 do 5 lat,
- długoterminowe, obejmujące okres powyżej 5 lat.

### Charakter
Z uwagi na charakter prognozowanych zjawisk, można je podzielić na:
- ilościowe (wynik prognozy wyrażony liczbowo)
  - punktowe (liczba)
  - przedziałowe (przedział liczbowy)
  - wariantowe (warianty)
- jakościowe (wynik prognozy wyrażony słownie).

### Cel
Z uwagi na cel prognozowania, wyróżnia się:
- prognozy badawcze, identyfikujące przyszłe zdarzenia i ich warianty,
- prognozy ostrzegawcze, mające na celu ostrzeganie o możliwości wystąpienia niepożądanych wydarzeń,
- prognozy normatywne, służące do dokonywania wyboru (programowania przyszłości).

## Metody prognozowania
Metoda prognozowania – sposób przetwarzania informacji opisujących sytuację prognostyczną w prognozę, dostosowany do przyjętej zasady prognozowania.

### Prognozowanie na podstawie szeregów czasowych bez tendencji
Metody te są stosowane, gdy w szeregu czasowym występuje składowa systematyczna w postaci stałego poziomu i wahania przypadkowe. Wykorzystuje się tu zasadę ekstrapolacji i status quo.
W przypadku badania prognostycznego na podstawie szeregów czasowych wykorzystuje się następujące metody:
- metoda naiwna
- metoda średniej ruchomej prostej
- metoda średniej ruchomej ważonej
- prosty model wyrównywania wykładniczego

### Prognozowanie ilościowe
Wykorzystuje formalne metody matematyczne i statystyczne do budowy modeli prognostycznych.
W zależności od prognozowanej zmiennej, w prognozowaniu stosowane są:
- zmienna ciągła
  - modele trendu
  - analizę harmoniczną
  - analizę regresji
  - metodę najmniejszych kwadratów

- zmienna dyskretna
  - modele probitowe
  - modele logitowe
  - analiza dyskryminacyjna

### Prognozowanie jakościowe (heurystyczne)
Wykorzystujące wiedzę ekspertów na temat prognozowanych zjawisk i procesów.
W metodach myślowych wyróżnia się:
- metody bezpośrednie

wykorzystujące dane nt. dotychczasowego przebiegu procesu,
- metody pośrednie

wykorzystujące dane nt. przebiegu badanego procesu oraz innych (np. analogicznych) procesów.
- metody analogowe (Prognozowanie analogowe)

## Ocena dokładności prognozy
Dokładność prognozy można ocenić:
- ex post – badając odchylenie prognozy od rzeczywistej wartości,
- ex ante – wyznaczając możliwy błąd prognozy na etapie prognozowania.

## Prognozowanie gospodarcze
Prognozowanie znajduje szczególne zastosowanie w ekonomii i zarządzaniu.
Przykładowo w mikroekonomii prognozowanie popytu jest niezmiernie ważnym elementem działalności marketingowej, którego prawidłowość wpływa w przedsiębiorstwie produkcyjnym na procesy zaopatrzenia w surowce i materiały, a także planowanie procesów produkcji, sprzedaży i działań logistycznych. W przedsiębiorstwie handlowym prognozowanie popytu wyznacza wielkość sprzedaży, a tym samym umożliwia planowanie zakupów od dostawców i gromadzenie zapasów, kształtowanie sieci sprzedaży.
Prognoza sprzedaży, to oczekiwany poziom sprzedaży oferowanych przez przedsiębiorstwo produktów i usług zależny od wybranego planu marketingowego i uwzględnienia warunków otoczenia marketingowego, a głównie możliwego wpływu i siły konkurentów. Prognozowanie jest sztuką przewidywania zachowania się nabywców, przyszłego stanu rynku, relacji podaży i popytu oraz spodziewanej koniunktury gospodarczej na obszarach działania przedsiębiorstwa.
Do prognozowania w zarządzaniu strategicznym i marketingu wykorzystywane są:
- ekstrapolacja trendów,
- analiza czynników kształtujących wielkość popytu i jego kształtowanie,
- analiza statystyczna i ekonometryczna,
- ankietowanie nabywców dla poznania ich zamiarów zakupu (badania rynkowe),
- metody foresightowe,
- metoda delficka i inne.